# Petit lac Batiscan
Le Petit lac Batiscan est un plan d'eau douce dans la zone de tête de la Petite rivière Batiscan, dans le territoire de la ville de Saint-Raymond, dans la municipalité régionale de comté (MRC) de Portneuf, dans la région administrative de la Capitale-Nationale, dans la province de Québec, au Canada.
La zone autour du Petit lac Batiscan est desservie par des routes forestières secondaires. La foresterie constitue la principale activité économique du secteur; les activités récréotouristiques, en second.
La surface du Petit lac Batiscan est habituellement gelée du début de décembre à la fin mars, toutefois la circulation sécuritaire sur la glace se fait généralement de la mi-décembre à la mi-mars.

## Géographie
Les principaux bassins versants voisins du Petit lac Batiscan sont:
- côté nord: rivière à Pierre, lac à Pierre, rivière Sainte-Anne Ouest;
- côté est: ruisseau Rouge, rivière Sainte-Anne Ouest, Bras du Nord;
- côté sud: lac des Soixante Arpents, lac de la Hauteur, rivière Cachée;
- côté ouest: rivière à Pierre, rivière Blanche[3].

Le Petit lac Batiscan est enclavé entre les montagnes. Sa forme ressemble à une botte difforme.
L’embouchure du Petit lac Batiscan est située au sud-est du lac, soit à :
- 4,1 km au nord-est de la confluence de la Petite rivière Batiscan et de la rivière à Pierre;
- 21,9 km au nord-est de la confluence de la rivière à Pierre et de la rivière Batiscan;
- 15,2 km au nord-est du centre du village de Rivière-à-Pierre[3].

À partir de l’embouchure du Petit lac Batiscan, le courant descend consécutivement sur:
- 5,4 km vers le sud, puis vers l'ouest, le cours de la Petite rivière Batiscan;
- 24,5 km généralement vers le sud-ouest en suivant le cours de la rivière à Pierre;
- km généralement vers le sud, le cours de la rivière Batiscan[3].

## Toponymie
Le terme Batiscan est lié aux autres toponymes de la même famille qui sont tributaires de la rivière Batiscan. Le Petit lac Batiscan se situe à 1,7 km au sud-est du cours du cours de la zone de tête de la rivière à Pierre laquelle coule généralement vers le sud-ouest pour aller se déverser dans la rivière Batiscan. Son homonyme est le lac Batiscan.
Le toponyme Petit lac Batiscan a été officialisé le 5 décembre 1968 par la Commission de toponymie du Québec.